# Großer Hausberg
Der Große Hausberg ist ein Berg im äußersten Westen des Pfälzerwald am Übergang zur Westricher Hochfläche.

## Geographie
Der Berg befindet sich im Osten der Gemarkung der Ortsgemeinde Bann und wird meist als die am weitesten westlich liegende Erhebung des Pfälzerwaldes betrachtet, der in diesem Bereich in die zur Westricher Hochfläche gehörende Sickinger Höhe übergeht. Teilweise wird er bereits letzterer zugeordnet. An seiner Nordostflanke befindet sich der Wohnplatz Forsthaus Steigerhof.

## Charakteristika
Beim Großen Hausberg handelt es sich um einen hochflächenartigen Rückenberg. Der Buntsandstein wird vor Ort durch Formationen des Unteren Muschelkalks überdeckt. Der Berg ist lediglich in Teilen bewaldet; auf seiner Ostseite befindet sich Laubmischwald, im Gipfelbereich und auf seiner Westseite sind gerodete Flächen anzutreffen, die als Grünland und für Ackerbau genutzt werden.

## Tourismus
Der Fernwanderweg Franken-Hessen-Kurpfalz und der zu den sogenannten Saar-Rhein Wanderwegen zählenden Saar-Pfalz-Weg mit der Kennzeichnung Schwarzer Punkt auf weißem Balken führen entlang seiner Nordflanke. Der Gipfel ist auf dem gesperrten Wirtschaftsweg gut erreichbar; als potentieller Ausgangspunkt dienen Parkplätze in Bann.

## Geschichte
Im April 2022 wurde auf dem Berg ein Gipfelkreuz angebracht; es ist das erste solche innerhalb des Landkreises Kaiserslautern.